# Circonscription de Chisholm
La circonscription de Chisholm est une circonscription électorale australienne dans la banlieue est de Melbourne au Victoria. La circonscription a été créée en 1949 et porte le nom de Caroline Chisholm, une sainte de l'Église anglicane qui se dévoua pour protéger les femmes immigrées. Jusque dans les années 1980, elle était un siège assuré au parti libéral mais depuis que ses limites ont été repoussées au sud-est, incorporant les quartiers de Box Hill, Burwood et une partie de Clayton, le siège est plus disputé. Il est détenu par le parti travailliste depuis 1998. Le premier député de Chisholm, Sir Wilfrid Kent Hughes, a été l'un des militaires les plus médaillés d'Australie et a occupé le siège jusqu'à sa mort le 31 juillet 1970.

## Représentants
| Nom                     | Parti        | Période de mandat |
| ----------------------- | ------------ | ----------------- |
| Wilfrid Kent Hughes     | Libéral      | 1949–1970         |
| Tony Staley             | Libéral      | 1970–1980         |
| Graham Harris           | Libéral      | 1980–1983         |
| Helen Mayer             | Travailliste | 1983–1987         |
| Michael Wooldridge (en) | Libéral      | 1987–1998         |
| Anna Burke              | Travailliste | 1998–2016         |
| Julia Banks             | Travailliste | 2016–2019         |
| Gladys Liu              | Libéral      | 2019–2022         |
| Carina Garland          | Travailliste | 2022–en cours     |